# Linxi, Anhui
Linxi (kinesiska: 临溪) är en köping i östra Kina. Den ligger i Jixi härad i staden Xuancheng i provinsen Anhui, omkring 240 kilometer sydost om provinshuvudstaden Hefei. Antalet invånare är 8 875. Befolkningen består av 4 256 kvinnor och 4 619 män. Barn under 15 år utgör 12,0 %, vuxna 15-64 år 75 %, och äldre över 65 år 12,0 %.